# Ludwig Demling

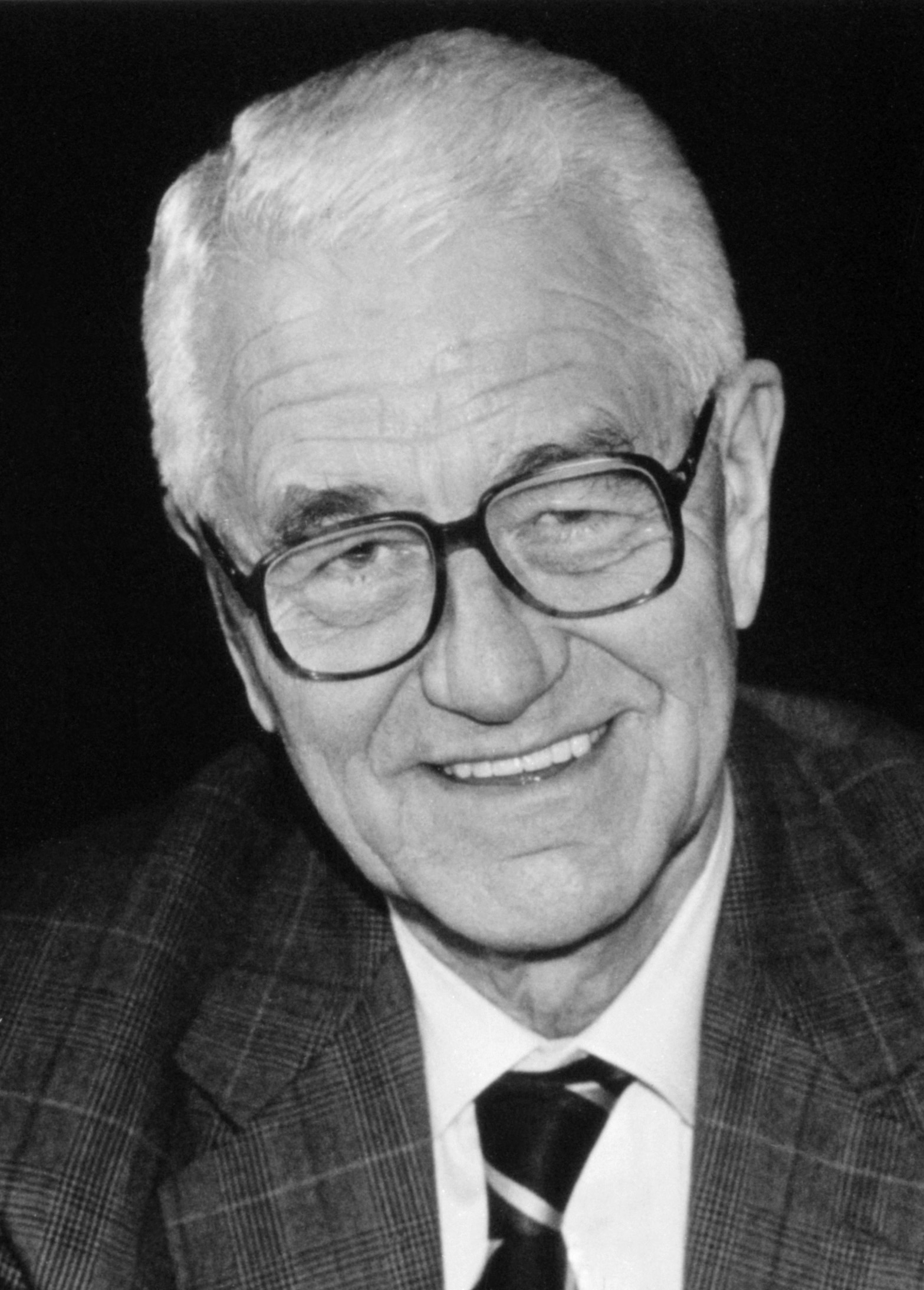
Ludwig Demling, um 1990

Ludwig Demling (* 4. August 1921 in München; † 13. Oktober 1995 in Schlüsselfeld) war ein deutscher Internist mit dem Schwerpunkt Gastroenterologie. Er war Inhaber des Lehrstuhles für Innere Medizin und Direktor der Medizinischen Klinik mit Poliklinik der Friedrich-Alexander-Universität Erlangen-Nürnberg, die er zu einem national führenden und international anerkannten Zentrum ausbaute. Mit dem Schwerpunkt Gastroenterologie war er ein weltweit anerkannter Forscher, Fachautor, Hochschullehrer und Klinikdirektor, dem zahlreiche Ehrungen und Auszeichnungen zuteilwurden.

## Leben
Nach dem Abitur 1940 studierte Ludwig Demling Medizin an den Universitäten Würzburg, Berlin und Prag. Er beendete sein Studium 1945 mit Staatsexamen und Promotion in Prag. 1952 habilitierte er sich in Würzburg. Im darauffolgenden Jahr übernahm er die kommissarische Leitung der Medizinischen Poliklinik der Universität Würzburg. 1954 folgte er als Oberarzt seinem klinischen Lehrer, Norbert Henning, an die Medizinische Klinik mit Poliklinik der Universität Erlangen. 1959 wurde Demling dort außerplanmäßiger Professor.
1961 wurde Demling Ärztlicher Direktor der Medizinischen Klinik des Städtischen Krankenhauses Stuttgart-Bad Cannstatt. 1964 folgte die Umhabilitierung an die Medizinische Fakultät der Ruprecht-Karls-Universität Heidelberg. Von 1966 bis zur Emeritierung am 30. September 1986 war er Nachfolger von Norbert Henning in Erlangen, Inhaber des Lehrstuhles für Innere Medizin und Direktor der Medizinischen Universitätsklinik mit Poliklinik.
Demling entwickelte mit seinen Mitarbeitern ein Zentrum gastroenterologischer und hepatologischer Grundlagen- und klinischer Forschung mit internationalem Renommee. Auch nach seiner Emeritierung war er als Mitglied zahlreicher nationaler und internationaler wissenschaftlicher Gremien, als medizinischer Sachverständiger sowie als Organisator, Moderator und Referent wissenschaftlicher Veranstaltungen seines Fachgebietes gefragt. Aus seiner Erlanger Schule gingen zahlreiche Chefärzte und Lehrstuhlinhaber hervor.
Aus der Ehe mit Elisabeth Denling, geborene Renner, stammt ein Sohn, der Psychiater Joachim Heinrich Demling.

## Forschungsschwerpunkte
Forschungsschwerpunkte waren u. a. gastrointestinale Hormone und Motilität, Biotelemetrie, Ulcuskrankheit, Früherkennung und Frühbehandlung des Krebses sowie die Entwicklung und klinische Erprobung neuer endoskopischer und sonographischer Techniken, welche zum größten Teil als Pionierleistungen gelten und heute weltweit zum Einsatz kommen.
Neben der Entwicklung von Methoden zur Durchblutungsmessung in der Leber und am Magen-Darm-Kanal, zur nichtinvasiven Messung des Portaldruckes, zur Bedeutung des Sekretins auf die Entstehung peptischer Ulcera, zum Einfluss gastrointestinaler Hormone auf die Säuresekretion und Schleimhautdurchblutung des menschlichen Magens sowie telemetrischer Untersuchungen zur gastralen Motilität und Wasserstoffionen-Produktion sind insbesondere die Entwicklung neuer endoskopischer sowie sonographischer Methoden und Geräte für die gastroenterologische Diagnostik und Therapie zu nennen:
- Ultrasonographie der Leber
- Entwicklung der internistischen Sonographie (zusammen mit G. Rettenmaier ab 1967)
- Entwicklung und erste Anwendung der Elektro-Hydro-Thermo-Sonde zur endoskopischen Blutstillung beim Menschen (zusammen mit P. Frühmorgen 1970–1973)
- Erste endoskopische Polypektomie aus Magen und oberem Dickdarm (zusammen mit M. Classen und P. Deyhle 1971)
- Enteroskopie – erste totale Ösophago-Entero-Koloskopie (zusammen mit M. Classen, H. Koch und P. Frühmorgen 1972)
- Entwicklung der Endoskopisch retrograden Cholangiopankreatikographie (ERCP) als diagnostische Methode (ab 1972)
- Erste Papillotomie mit einer unspezifischen Diathermieschlinge (zusammen mit M. Classen Juni 1973)
- Gastrointestinale Hormone – Grundlagenforschung und klinische Anwendungen (zusammen mit W. Domschke, S. Domschke, S. J. Konturek, E. Wünsch ab 1975)
- Entwicklung und erste Anwendung des Argon-Laserlichtes zur endoskopischen Blutstillung beim Menschen (zusammen mit P. Frühmorgen 1975–1976)
- Endoskopische Steinzertrümmerung im Ductus choledochus mittels elektrohydraulischer Schockwellen (zusammen mit H. Koch 1976–1977)
- Entwicklung, erste endoskopische Papillenspaltung und Steinentfernung mit dem Erlanger Papillotom (zusammen mit M. Classen 1979)
- Entwicklung des mechanischen Lithotriptors (zusammen mit J. F. Riemann 1982)
- Erste Zerstörung von Gallengangssteinen mit einem gepulsten Neodym-YAG-Laser (zusammen mit Ch. Ell 1986)

## Ämter und Mitgliedschaften
- Ehrenpräsident der Weltorganisation für Gastroenterologie
- Präsident der Europäischen Gesellschaft für Gastroenterologie (ASNEMGE) 1980–1984
- Präsident der Europäischen Gesellschaft für Gastroenterologische Endoskopie (ESGE) 1984–1988
- Begründer und Ehrenpräsident der Gesellschaft für Gastroenterologie in Bayern
- Präsident der Deutschen Gesellschaft für Innere Medizin 1987/88
- Präsident der Deutschen Gesellschaft für Verdauungs- und Stoffwechselkrankheiten 1979/80
- Begründer und Honorary Secretary des European Gastro-Club
- Begründer und Mitglied der Deutschen Gesellschaft für Endoskopie
- Erster Vorsitzender der Gastro-Liga der Bundesrepublik Deutschland
- Mitglied der Leopoldina – Deutsche Akademie der Naturforscher
- Mitglied und Ehrenmitglied zahlreicher in- und ausländischer Fachgesellschaften

## Auszeichnungen (Auswahl)
- Ehrendoktorat der Universität Granada/Spanien
- Ehrendoktorat der Universität Szeged/Ungarn
- Bayerischer Verdienstorden
- „Freund“ des Kollegiums der Medizinjournalisten
- Bayerischer Maximiliansorden für Wissenschaft und Kunst (1984)
- Ernst-Hellmuth-Vits-Preis, Münster
- Bockus-Medaille – verliehen von der Weltorganisation für Gastroenterologie
- Tannhäuser-Medaille – verliehen von der Deutschen Gesellschaft für Verdauungs- und Stoffwechselkrankheiten
- Purkinye-Medaille – verliehen von der Tschechischen Gesellschaft für Gastroenterologie
- Medaille Pro optimo merito – verliehen von der Ungarischen Gesellschaft für Gastroenterologie
- Arzt des Jahres Deutschland 1992
- Großes Verdienstkreuz der Bundesrepublik Deutschland

Ludwig Demling wurde zum Namensgeber zweier Preise:
- Ludwig-Demling-Forschungspreis (seit 1999)
- Ludwig-Demling-Medienpreis (seit 1999)

## Herausgeber und Schriftleitungen
- Begründer und Editor in Chief der Fachzeitschrift Endoscopy (bis 1990)
- Editor-In-Chief der Fachzeitschrift Acta Hepato-Gastroenterology (bis 1988)
- Geschäftsführender Schriftleiter der Fachzeitschrift Fortschritte der Medizin
- Wissenschaftlicher Beirat der Arquivos de Gastroenterologia und Digestive Endoscopy (Brasilien)

## Veröffentlichungen (Auswahl)
Von Ludwig Demling wurden über 700 wissenschaftliche Arbeiten und Bücher herausgegeben.
Bücher
- Moderne Therapie der Verdauungskrankheiten. Urban & Schwarzenberg, München 1960.
- Einführung in die Innere Medizin. Thieme, Stuttgart 1967.
- Non-Insulin-Producing Tumors of the Pancreas. Thieme, Stuttgart 1969.
- Endoskopie – Methoden und Ergebnisse. Dr. E. Banaschewski, München 1969.
- Biotelemetrie. Thieme, Stuttgart 1970.
- Gastroenterologie 1969. Karger, Basel 1970.
- Der Kranke Magen. Urban & Schwarzenberg, München 1970.
- Gastrointestinal Motility. Thieme, Stuttgart 1971.
- Gastrointestinal Hormones. Thieme, Stuttgart 1972.
- Endoskopie und Biopsie der Speiseröhre und des Magens – Ein Farbatlas. Schattauer, Stuttgart 1972.
- Klinische Gastroenterologie. Thieme, Stuttgart 1973.
- Das peptische Ulkus. Schattauer, Stuttgart 1973
- Endoskopische Polypektomie im Gastrointestinaltrakt. Thieme, Stuttgart 1973.
- Endoscopy of the Small Intestine with Retrograde Pancreatico-Cholangiography. Thieme, Stuttgart 1973.
- Atlas der Enteroskopie – Endoskopie des Dünndarms und des Dickdarms, retrograde Cholangio-Pankreatikographie. Springer, Berlin, Heidelberg 1974.
- Handbuch der Inneren Medizin Band III/2 „Magen“ Verdauungsorgane. 5. Auflage. Springer, Berlin-Heidelberg 1974.
- Die Oberbaucheinheit, The Upper Gastrointestinal Tract, a Functional Entity. Internationales Symposium Wien 1974. Schattauer, Stuttgart 1974.
- Operative Endoskopie. Schattauer, Stuttgart 1976.
- Medizin ohne Risiko. Deutscher Ärzte Verlag 1978.
- Peptische Läsion im Lichte von Aggression und Protektion. Bericht über ein wissenschaftliches Symposium. Witzstrock, Baden-Baden 1978.
- Endoskopisch retrograde Cholangio-Pankreatikographie – ERCP. Schattauer, Stuttgart 1979.
- Operative Endoscopy. Schattauer, Stuttgart 1979.
- Operative Endoskopie – Entwicklungen und Trends – Bericht über ein wissenschaftliches Symposium. Acron, Berlin 1979.
- Endoskopie und Biopsie von Speiseröhre, Magen und Zwölffingerdarm – Ein Farbatlas. 2. Auflage. Schattauer, Stuttgart 1980.
- Moderne Magendiagnostik. Gödecke AG, Berlin 1980.
- Endoskopische Prothetik, Bericht über ein wissenschaftliches Symposium. Ludwig Heumann & Co., Nürnberg 1982.
- Klinische Gastroenterologie Band I und II. 2., neubearbeitete Auflage. Thieme, Stuttgart 1984.

Originalarbeiten
- M. Classen, L. Demling: Operative Gastroskopie: fiberendoskopische Polypenabtragung im Magen. In: DMW – Deutsche Medizinische Wochenschrift. 96, 1971, S. 1466–1467, doi:10.1055/s-0028-1110161.
- P. Deyhle, K. Seuberth, S. Jenny, L. Demling: Endoscopic Polypectomy in the Proximal Colon. In: Endoscopy. 03, 1971, S. 103–105, doi:10.1055/s-0028-1098124.
- M. Classen, P. Fruehmorgen, H. Koch, L. Demling: Peroral Enteroscopy of the Small and the Large Intestine. In: Endoscopy. 4, 1972, S. 157–162, doi:10.1055/s-0028-1098179.
- Totale Enteroskopie. In: Deutsches Ärzteblatt. Nr. 51, 1972, S. 3345–3346.
- M. Classen, K. Schwemmle, L. Demling: Endoscopy of the Pancreatic Duct. In: Endoscopy. 4, 1972, S. 221–223, doi:10.1055/s-0028-1098194.
- Operative Endoskopie. In: Med. Welt. Nr. 24, 1973, S. 1253–1255.
- M. Classen, L. Demling: Endoskopische Sphinkterotomie der Papilla Vateri und Steinextraktion aus dem Ductus choledochus. In: DMW – Deutsche Medizinische Wochenschrift. 99, 1974, S. 496–497, doi:10.1055/s-0028-1107790.
- P. Fruehmorgen, F. Bodem, H.-D. Reidenbach, B. Kaduk, L. Demling, H. Brand: The First Endoscopic Laser Coagulation in the Human Gl-Tract. In: Endoscopy. 7, 1975, S. 156–157, doi:10.1055/s-0028-1098564.
- W. Roesch, H. Koch, L. Demling: Peroral Cholangioscopy. In: Endoscopy. 08, 1976, S. 172–175, doi:10.1055/s-0028-1098405.
- L. Demling: Gastrointestinale Hormone. In: Zeitschrift für Gastroenterologie. 14, 1976, 63–69.
- E. Wünsch, E. Jaeger, L. Moroder, L. Demling, W. Domschke, M. Reiss: Radioimmunoassay für Sekretin. In: Hoppe-Seylers Zeitschrift für physiologische Chemie. 357, 1976, S. 1417–1420, doi:10.1515/bchm2.1976.357.2.1417.
- P. Frühmorgen, B. Kaduk, F. Bodem, H.–D. Reidenbach, L. Demling: Endoskopische Photokoagulation von Gefäßen und Blutungen mit Laserstrahlen. In: H. Lindner (Hrsg.): Fortschritte der gastroenterologischen Endoskopie, Band 7. G. Witzstrock Verlag, Baden-Baden 1976.
- P. Frühmorgen, F. Bodem, H.-D. Reidenbach, B. Kaduk, L. Demling: Endoscopic photocoagulation by laser irradiation in the gastrointestinal tract of man. In: Acta hepato-gastroenterologica. Band 25, Nummer 1, Februar 1978, S. 1–5, ISSN 0300-970X. PMID 305712.
- P. Frühmorgen, L. Demling: Erste Ergebnisse einer prospektiven Feldstudie mit einem modifizierten Guajak-Test zum Nachweis von okkultem Blut im Stuhl. In: K. Goerttler (Hrsg.): Kolorektale Krebsvorsorge. Wachholz Verlag, Nürnberg 1978, S. 68–72.
- W. Matek, P. Fruehmorgen, B. Kaduk, H.-D. Reidenbach, F. Bodem, L. Demling: Modified Electrocoagulation and Its Possibilities in the Control of Gastrointestinal Bleeding. In: Endoscopy. 11, 1979, S. 253–258, doi:10.1055/s-0028-1098361. PMID 314895.
- L. Demling, K. Seuberth, J.F. Riemann: A Mechanical Lithotripter. In: Endoscopy. 14, 1982, S. 100–101, doi:10.1055/s-2007-1021591. PMID 7075559.
- J. F. Riemann, K. Seuberth, L. Demling: Clinical Application of a New Mechanical Lithotripter for Smashing Common Bile Duct Stones. In: Endoscopy. 14, 1982, S. 226–230, doi:10.1055/s-2007-1021626. PMID 7140657.
- W. Matek, P. Frühmorgen: Elektro-Hydro-Thermo-Sonde: Klinische Ergebnisse und Einsatzmöglichkeiten der modifizierten Elektrokoagulation im Gastrointestinaltrakt. In: DMW – Deutsche Medizinische Wochenschrift. 108, 1983, S. 816–820, doi:10.1055/s-2008-1069647.
- L. Demling, H. Ermert, J.F. Riemann, G. Schmolke, N. Heyder: Lithotripsy in the Common Bile Duct Using Ultrasound. In: Endoscopy. 16, 1984, S. 226–228, doi:10.1055/s-2007-1018586. PMID 6510367.
- G. Lux, Ch. Ell, J. Hochberger, D. Mueller, L. Demling: The First Successful Endoscopic Retrograde Laser Lithotripsy of Common Bile Duct Stones in Man using a Pulsed Neodymium-YAG Laser. In: Endoscopy. 18, 1986, S. 144–145, doi:10.1055/s-2007-1018356. PMID 2874019.

Nach der Emeritierung galt sein Interesse zunehmend auch anderen, z. B. psychosomatischen, allgemein naturwissenschaftlichen und weltanschaulichen Fragestellungen:
- Tödliche Bedrohung AIDS. In Johannes Gründel (Hrsg.): AIDS. Herausforderung an Gesellschaft und Moral (= Schriften der Katholischen Akademie in Bayern. Band 125). Mit Beiträgen von Otto Braun-Falco, Ludwig Demling, Johannes Gründel, Gundolf Keil, Henrik Kreutz und Otfried Seewald. Mit einem Anhang Gesetzestexte, staatliche Maßnahmen, kirchliche Orientierungen. Patmos, Düsseldorf 1987, ISBN 3-491-77686-4, S. 24–30.
- Gute Laune. Was jeder zu ihrem Gelingen beitragen kann. In: I. Teil: Fortschr. Med. 104 (7), 1986, S. 64–65; Teil II: Fortschr. Med. 104 (8), 1986, S. 70–71.
- Fractals in endoscopy. In: Endoscopy. 24 (6), Aug 1992, S. 592.
- Chaosforschung, Fraktale, Fuzzy Logic. Von der Schablone zur Wirklichkeit – Konsequenzen für die Medizin. In: Fortschr. Med. 110 (6), 1992, S. 77–79.
- Zufall, Chaos, freier Wille. Wie zufällig ist der Zufall? In: Fortschr. Med. 111 (28), 1993, S. 55–57.
- Natura naturans? In: M. Classen (Hrsg.): Internisten und Innere Medizin im 20. Jahrhundert. Urban & Schwarzenberg, München 1994, S. 94–105.
- Das Chaos und der Wille Gottes. Der Mensch im Spannungsfeld von Naturwissenschaft und Religion. Rundfunkvortrag „Forum der Wissenschaft“, Bayerischer Rundfunk, Studio Franken, 23. November 1993.
- Leben schon, aber wie? Gustav Fischer Verlag, Stuttgart/Jena 1996.